# Campeonato Brasiliense de Futebol de 2011
O Campeonato Brasiliense de Futebol de 2011, também conhecido por Candangão, foi a 53ª edição do Campeonato Candango e a 35ª edição da era profissional da principal divisão do futebol no Distrito Federal. A competição, que foi organizada pela Federação Brasiliense de Futebol, foi disputada entre 15 de janeiro a 14 de maio por oito equipes do Distrito Federal e Goiás. Os dois finalistas garantiram classificação para a Copa do Brasil 2012 e o Formosa como representante para a Série D 2011.
O Brasiliense conquistou o campeonato, sendo o sétimo de sua historia, após dois empates em ambos os jogos da final sobre seu maior rival, o Gama. Com o 1–1 no Bezerrão e um 0–0 na Boca do Jacaré, o Brasiliense levou o titulo por ter feito melhor campanha no campeonato.

## Fórmula de disputa
Como nas últimas edições, o campeonato foi disputado em três fases. Na primeira fase, as oito equipes jogaram entre si (todos contra todos) em ida e volta, sendo que os quatro primeiros colocados avançaram para a segunda fase (quadrangular semifinal). As duas equipes com menos pontos foram rebaixadas a Segunda Divisão em 2012.
Na segunda fase, os clubes jogaram entre si em jogos de ida e volta. Os dois melhores clubes nessa fase disputaram a final em jogos de ida e volta. A vantagem na segunda e terceira fase foi definida com base no índice técnico obtido na primeira fase do campeonato.

### Critérios de desempate
1. Maior número de vitórias
2. Maior saldo de gols;
3. Maior número de gols pró;
4. Confronto direto;
5. Menos cartões vermelhos;
6. Menos cartões amarelos;
7. Sorteio na Federação Brasiliense de Futebol.

## Participantes
| Equipe          | Localidade   | Em 2010         | Estádio        | Capacidade | Títulos             |
| --------------- | ------------ | --------------- | -------------- | ---------- | ------------------- |
| Ceilandense     | Ceilândia    | 4º (1ª divisão) | Abadião        | 4 000      | 0 (não possui)      |
| Botafogo-DF     | Guará        | 3º (1ª divisão) | CAVE           | 7 000      | 0 (não possui)      |
| Brasília        | Brasília     | 6º (1ª divisão) | Rorizão        | 8 000      | 8 (último em 1987)  |
| Brasiliense     | Taguatinga   | 2º (1ª divisão) | Boca do Jacaré | 30 000     | 6 (último em 2009)  |
| Ceilândia       | Ceilândia    | 1º (1ª divisão) | Abadião        | 4 000      | 1 (último em 2010)  |
| CFZ de Brasília | Brasília     | 1º (2ª divisão) | Bezerrão       | 20 000     | 1 (último em 2002)  |
| Formosa         | Formosa (GO) | 2º (2ª divisão) | Diogão         | 2 000      | 0 (não possui)      |
| Gama            | Gama         | 5º (1ª divisão) | Bezerrão       | 20 000     | 10 (último em 2003) |